# Кляйнбоккедра
Кляйнбоккедра (нім. Kleinbockedra) — громада в Німеччині, розташована в землі Тюрингія. Входить до складу району Заале-Гольцланд. Складова частина об'єднання громад Гюгелланд/Телер.
Площа — 2,85 км2. Населення становить 32 ос. (станом на 31 грудня 2021).

## Галерея

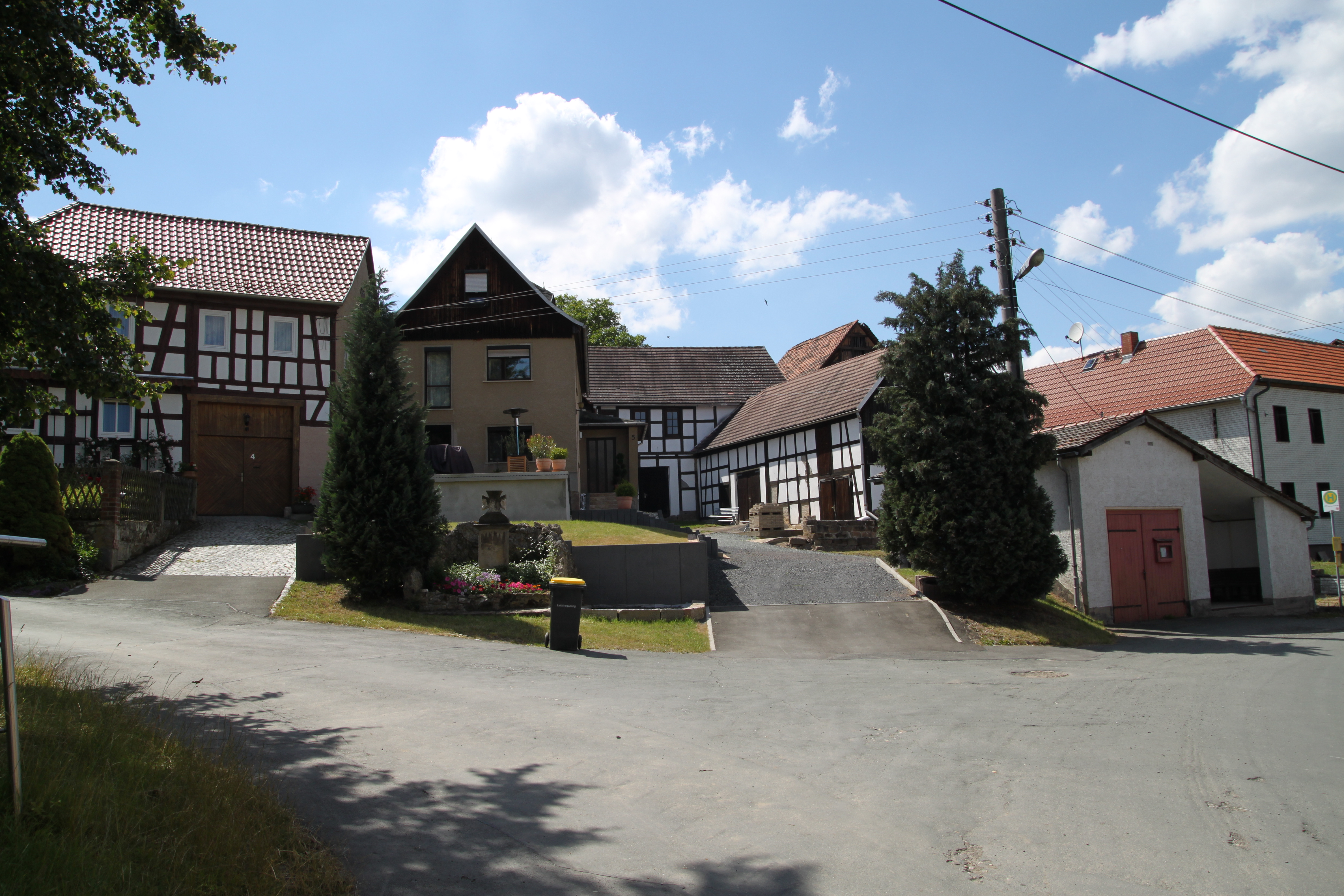
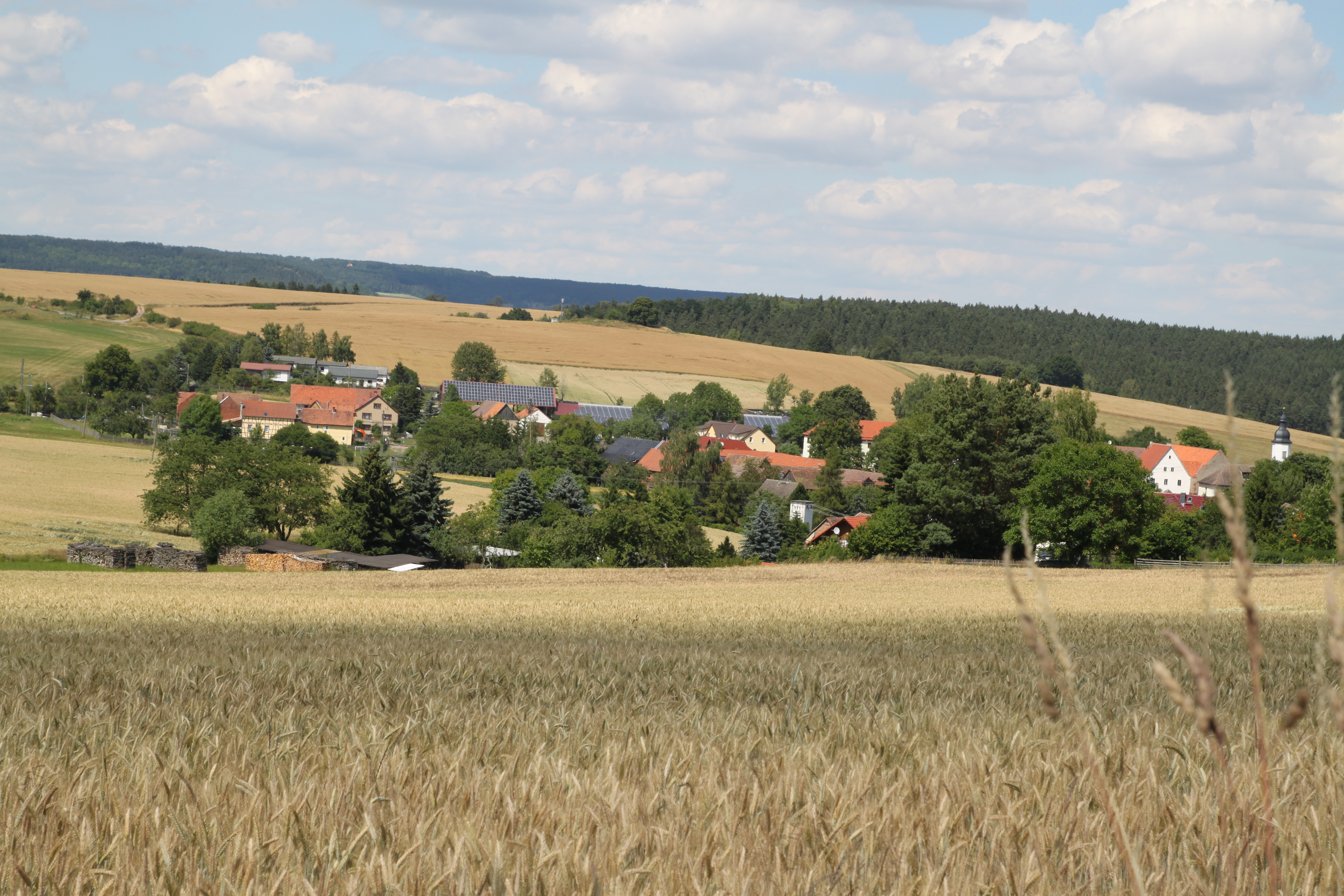